# Обзор
Обзо́р (болг. Обзор) — місто в Бургаській області Болгарії. Входить до складу громади Несебир.

## Населення
За даними перепису населення 2011 року у місті проживали 2117 осіб.
Національний склад населення міста:
| Національність   | Кількість осіб | Відсоток |
| ---------------- | -------------- | -------- |
| болгари          | 1948           | 97,4%    |
| турки            | 19             | 0,9%     |
| цигани           | 18             | 0,9%     |
| інша             | 11             | 0,5%     |
| не визначились   | 4              | 0,2%     |
| Всього відповіли | 2000           |          |

Розподіл населення за віком у 2011 році:
Динаміка населення: